# Хімічна реакція контрольована дифузією
Реакція контрольована дифузією (рос. диффузионно-контролируемая реакция, англ. diffusion controlled reactions) — імолекулярна хімічна реакція двох частинок у конденсованій фазі, яка протікає настільки швидко, що її швидкість лімітується частотою зустрічі молекулярних частинок реактантів. Такі реакції, як правило, дуже екзотермічні з низькою енергією активації (менше 10 кДж моль–1). До них належать реакції рекомбінації та диспропорціювання радикалів. Константа швидкості таких реакцій визначається швидкістю їх дифузії в речовині та залежить від в'язкості середовища.